# Baterija (tvrđava na Braču)
Baterija je utvrđenje na rtu Zaglav, na bračkoj strani Splitskih vrata, kod Milne.

## Opis
Utvrđenje na rtu Zaglav na otoku Braču smješteno je na istaknutom položaju zapadnog kraja otoka u kanalu sučelice otoku Šolti. U morskom prilazu Splitu ova je točka oduvijek imala veliko strateško unačenje u kontroli plovidbenog puta. Utvrđenje se sastoji od prizemnih zgrada jednostavnih otvora i obrambenog zida sa zupcima kojim je ograđen čitav sklop. Utvrđenje na rtu Zaglav sagrađeno je za francuske uprave 1806. za kontrolu prolaza u unutrašnjem moru između srednjodalmatinskih otoka.

## Povijest
Utvrdu je dao sagraditi francuski maršal Auguste Marmont. U njoj je bila smještena bitnica sa 6 topova, a onesposobili su je topovi ruske mornarice u bici kod Milne krajem prosinca 1806.

## Zaštita
Pod oznakom Z-4328 zavedena je pod vrstom "nepokretna kulturna baština - pojedinačna", pravna statusa zaštićena kulturnog dobra, klasificirano kao "vojne i obrambene građevine".